# Leucas angustissima
Leucas angustissima là một loài thực vật có hoa trong họ Hoa môi. Loài này được Sedgw. mô tả khoa học đầu tiên năm 1921.